# Paul Frölich (Orgelbauer)
Paul Frölich (* 1720, † nach 1774) war ein deutscher Orgelbauer in Preußen und Kurland.

## Leben
Paul Frölich stammte aus Berlin. 1759 hatte er eine Orgelbauwerkstatt in Frauenburg im Ermland. Von dieser ist ein Orgelneubau und ein weiterer zugeschriebener bekannt. 1759 war dort ein Daniel Frölich tätig. Ob dies ein Sohn oder dieselbe Person war, ist unklar.
1759 hatte Paul Frölich sich in Goldingen (Kuldīga) in Kurland niedergelassen. Von dort baute er mehrere Orgeln. Von 1774 ist die letzte Arbeit bekannt.

## Orgeln (Auswahl)
Von Paul Frölich sind sechs Neubauten, eine Zuschreibung, zwei Reparaturen, sowie ein Neubau von Daniel Frölich bekannt, in Polnisch Preußen, Kurland und Litauen.
Erhalten sind die Prospekte in Niedźwiedzica (Bärwalde) und Kończewice (Kunzendorf). Diese haben zwei Seitentürme mit einer niedrigeren Mitte, was für Preußen in dieser Zeit ungewöhnlich ist.
| Jahr      | Ort                                        | Gebäude                                            | Bild | Manuale | Register | Bemerkungen                                                                                     |
| --------- | ------------------------------------------ | -------------------------------------------------- | ---- | ------- | -------- | ----------------------------------------------------------------------------------------------- |
| 1753      | Bärwalde (Niedźwiedzica), Polnisch Preußen | Katholische Kirche, heute Kirche St. Jakob         |      |         | 10       | Prospekt erhalten, 1914 Umbau durch Wittek, 2010 restauriert                                    |
| 1755      | Kunzendorf (Kończewice), Polnisch Preußen  | Katholische Kirche, heute Kirche Mariä Himmelfahrt |      | ?       | ?        | Prospekt erhalten, Zuschreibung wegen ähnlicher Bauart, 1905 darin Neubau von Goebel (II/P, 12) |
| 1759      | Wusen (Osetno), Ermland                    | Kirche                                             |      |         |          | von Daniel Frölich aus Frauenburg, spätestens 1945 zerstört                                     |
| 1767      | Alsėdžiai, Litauen                         | Katholische Kirche                                 |      | I       | 10       | nicht erhalten                                                                                  |
| 1769      | Tuckum (Tukums), Kurland                   | Lutherische Kirche                                 |      | ?       | ?        | 1859 ersetzt durch C. Herrmann                                                                  |
| 1773–1774 | Frauenburg (Saldus), Kurland               | Lutherische Kirche                                 |      | I       | 11       | nicht erhalten                                                                                  |

Reparaturen
- 1758 Frauenburg, Ermland, Dom (Orgel)[4][5]
- 1759 Crottingen (Kretinga), Litauen, Bernhardinerkirche, heute Kirche Mariä Verkündigung